# Amata salticola
Amata salticola là một loài bướm đêm thuộc phân họ Arctiinae, họ Erebidae.